# Bent – Becstelenek
A Bent – Becstelenek (eredeti cím: Bent) 2018-as amerikai bűnügyi thriller, melyet Robert Moresco írt és rendezett, JP O'Donnell Deadly Codes című könyve alapján. A főszerepben Karl Urban, Sofía Vergara és Andy García látható.
A film 2018. március 9-én jelent meg.

## Cselekmény
Danny Gallagher (Urban) egy kiközösített exzsaru, aki az igazságszolgáltatásért küzd. Gallagher és társa (Vincent Spano) egy rosszul sikerült akcióba keveredik, amelynek következményei miatt a társa meghal, ő pedig börtönbe kerül. Szabadulása után Gallaghert korrupt zsarunak bélyegzik, és a város összes többi rendőre elkezdi gyűlölni.
Gallagher megpróbálja felkutatni a társát megölő férfit, ami egy mélyebb összeesküvésre is fényt derít. Mivel azonban a város teljes rendőrsége ellene van, sokkal több akadályba ütközik, mint segítségbe. Nem utolsósorban Rebecca (Vergara) kormányügynök, valamint egykori mentora, Jimmy Murthy (García) állja útját.

## Szereplők
| Szerep          | Színész          | Magyar hang     |
| --------------- | ---------------- | --------------- |
| Danny Gallagher | Karl Urban       | Crespo Rodrigo  |
| Rebecca         | Sofía Vergara    | Náray Erika     |
| Jimmy Murtha    | Andy García      | Mihályi Győző   |
| Kate            | Grace Byers      | N/A             |
| Charlie Horvath | Vincent Spano    | Szatmári Attila |
| Helen           | Tonya Cornelisse | N/A             |
| Driscoll        | John Finn        | Forgács Gábor   |

## Fogadtatás
A Bent – Becstelenek világszerte 55 429 dolláros bevételt hozott a mozikban, a DVD/Blu-ray kiadványok pedig 144 589 dolláros bevételt hoztak.

## Fordítás
- Ez a szócikk részben vagy egészben  a   Bent (2018 film) című angol Wikipédia-szócikk fordításán alapul.  Az eredeti cikk szerkesztőit annak laptörténete sorolja fel. Ez a jelzés csupán a megfogalmazás eredetét és a szerzői jogokat jelzi, nem szolgál a cikkben szereplő információk forrásmegjelöléseként.